# Peter Erskine
Peter Erskine (Somers Point, New Jersey, 5 juni 1954) is een Amerikaanse jazzdrummer, die vooral bekend werd van opnames met de band Weather Report in de tijd dat bassist Jaco Pastorius er deel van uitmaakte.

## Biografie
Erskine speelt vanaf zijn vierde jaar drums en is al meer dan dertig jaar een invloedrijke jazzdrummer. Hij studeerde af aan het Interlochen Arts Academy in Michigan (NJ) en studeerde daarna slagwerk aan de Universiteit van Indiana. Zijn professionele carrière begon hij in 1972 bij het Stan Kenton Orchestra. Nadat hij vervolgens ongeveer twee jaar deel uitmaakte van de band van trompettist Maynard Ferguson, trad hij in 1978 toe tot de jazzrock-formatie Weather Report.
De unieke samenwerking tussen drummer Erskine en bassist Jaco Pastorius was bepalend voor de succesvolle doorbraak van Weather Report die daarop volgde. Vier jaar en vijf albums later trad hij toe tot de groep Steps Ahead. In de jaren die volgden zou hij met zeer veel bekende jazzmusici optreden en opnemen, waaronder Diana Krall, Chick Corea, Joe Henderson, Freddie Hubbard, Gary Burton, Pat Metheny, Joni Mitchell, Hubert Laws, Queen Latifah, Al Di Meola, Eliane Elias, Miroslav Vitouš, Jan Garbarek, John Scofield, Bill Frisell, het John Abercrombie Trio, het Kenny Wheeler Quintet & Big Band en de Bob Mintzer Big Band. Daarnaast heeft hij een aantal solo-projecten opgenomen.
Erskine besteedt veel tijd aan het componeren van dans- en theatermuziek en aan muziek bij Japanse anime. In 1987 ontving hij de "Best Original Musical Score" prijs voor zijn muziek bij het Shakespeare-toneelstuk A Midsummer Night's Dream. Voor zijn muziek bij andere werken van Shakespeare ontving hij eveneens positieve kritieken.
Peter Erskine is drumdocent, geeft internationaal clinics en workshops en heeft meerdere instructie-video’s en boeken gepubliceerd.
Hij woont in Zuid-Californië met zijn vrouw Mutsuko en hun twee kinderen en geeft les aan de universiteit aldaar.

## Stijl
Zijn speelstijl wordt gekarakteriseerd door een intense focus op ‘perfect timekeeping’ (het zeer gedisciplineerd volhouden van een strak ritme en tempo) en een groot dynamisch bereik. Dit maakte zijn sound met name in de beginjaren vrij modern, omdat een dergelijke focus vaak eerder werd aangetroffen bij pop- en rockdrummers dan bij de jazzdrummers uit die tijd. Deze eigenschappen zorgen ervoor dat Erskine een veelgevraagd studio-muzikant is en veel sessiewerk doet.

## Discografie (als bandleider)
- Peter Erskine (Contemporary/OJC, 1982)
- Transition (A&M, 1987)
- Motion Poet (A&M, 1988)
- Aurora (Denon, 1988)
- Big Theatre (ah um, 1990)
- Sweet Soul (Fuzzy Music, 1991)
- You Never Know (ECM, 1992)
- Time Being (ECM, 1993)
- History Of The Drum (Interworld, 1994)
- As It Is (ECM, 1995)
- From Kenton to Now (Fuzzy Music, 1995)
- Lava Jazz (Fuzzy Music, 1998)
- Behind Closed Doors, Vol. 1 (Fuzzy Music, 1998)
- Juni (Fuzzy Music, 1999)
- Live at Rocco (Fuzzy Music, 2000)
- Badlands (Fuzzy Music, 2002)
- Cologne (w/ Bill Dobbins and John Goldsby) (Fuzzy Music, 2003)
- The Lounge Art Ensemble: Music For Moderns (Fuzzy Music, 2005)